# Джоанна Люніс
Джоанна Люніс (англ. Joanna Leunis, нар. 22 травня 1981, Льєж, Бельгія) — британська, всесвітньовідома танцюристка-чемпіонка латиноамериканської програми.
Восьмикратна чемпіонка Британського танцювального фестивалю 2008—2015.
Дворазова чемпіонка світу серед професіоналів латиноамериканської програми 2008, 2009.
Дворазова чемпіонка світу з Showdance.

## Спортивна кар'єра

### Початківець
В дитинстві Джоанні поставили діагноз — лейкемія. Через рік після виявлення хвороби, вона вилікувалася.
Любов до танців проявлялася ще у ранньому дитинстві. У 6 років вона почала займатися декількома видами танців, а в 10 — почала займатися бальними танцями. У той час вони не були популярними у Бельгії. Через два роки її перший партнер почав займатися балетом і Джоанна залишилась без партнера.
Через деякий час в неї з'явився новий партнер Отто Кайо (Otto Cailliau). З ним Джоанна виграла Бельгійський чемпіонат з 10 танців. Проте, Отто вибрав навчання в університеті, тому Джоанна знову залишилася без партнера. На той час їй було 15 років, і вона вже мала досвід участі у міжнародних конкурсах. Одним з її кумирів був Руді Верми, через деякий час вона стала його ученицею. Завдяки тренеру вона знайшла нового партнера — Маріо Уайльда.

### Аматор
Нове партнерство стало трампліном у кар'єрі Джоанни. Джоанна і Маріо дебютували на «IDSF International Open Championships» в жовтні 1996 року у Бельгії. Пара зайняла 3 місце з латиноамериканської програми. Їхнім найвищим досягненням став виступ на турнірі «Albena Open 1998» 16 травня в Болгарії. На цих змаганнях дуетові вдалося здобути перемогу серед аматорів з латиноамериканської програми. Останнім спільним виступом став вихід на паркет «Alassio Open», який відбувся 27 червня в Італії, де пара зайняла 4 місце.
Після партнерства з Маріо, Джоанна два роки (з 1998 по 2000) танцювала зі Славіком Крикливим. З ним вона була офіційно зареєстрована в категорії «аматорів», представляючи Бельгію. Одним з перших спільних турнірів став «UK Open 1999», що відбувся у Борнмуті (Велика Британія). У 2000 році вони завоювали перемогу в Блекпулі й на «US Open» в Маямі (США). Ці конкурси стали останніми в їхній спільній кар'єрі. Джоанні на той момент було 19 років.

### Професіонал
Наприкінці 2000 року Джоанна Люніс і Каріна Смірнофф помінялися партнерами. Так, Люніс почала танцювати в дуеті з Люїсом Ван Амстелом і переходить із ним у категорію «професіонали».
Нове партнерство тривало не довго. У жовтні 2002 року пара розпалася. Разом вони представляли на змагання США. Перший виступ відбувся в Блекпулі. Перше місце в «Emerald Ball 2002» 28 квітня в Лос-Анджелесі (США) стало найвищою перемогою в спільній кар'єрі Джоанни та Люїса. Згодом Люїс пішов із професійного спорту і Джоанна вкотре залишилася без партнера.
2 вересня 2002 відбувся перший виступ Джоанни Люніс у парі з Міхалом Малітовскі. На початку кар'єри пара представляла Польщу. Їх перший турнір пройшов у Нідерландах «WDDSC World Professional South American Showdance Championship 2002». Перший виступ одразу ж приніс перемогу. Почавши з хорошого результату, польський дует і надалі гідно представляв країну, й у 2003 році вони стали чемпіонами Польщі, перемогли в багатьох конкурсах у Нідерландах, Ірландії, Індонезії, Сінгапурі, Китаї та Франції.
28 травня 2008 року Люніс і Малітовскі увійшли у фінал Фестивалю танцю в Блекпулі й перемогли. Наступного року пара підтвердила свій результат, на декілька наступних років вони стали постійними призерами та переможцями цих змагань.
Після восьмої перемоги на Open British Championships у 2015 році, пара оголосила про припинення своєї кар'єри. Зараз Міхал Малітовскі та Джоанна Люніс займаються тренерською діяльністю, є організаторами конкурсів і шоу програм. За 13 років професійного танцювання вони здобули орієнтовно 160 офіційних результатів.

## Партнери
- Отто Кайо (Белігія)
- Маріо Уайлд (Белігія)
- Славік Крикливий (Бельгія)
- Люїс Ван Амстел (США)
- Міхал Малітовскі (Польща, Англія)

## Особисте життя
Джоана Люніс одружена з Міхалом Малітовскі. У 2016 році Джоанна народила доньку — Лію Мішель.